# Borgoña
 (juillet 2021).
Le Borgoña est un cocktail traditionnel chilien, fait avec du vin rouge, des fraises coupées et du sucre. Sa consommation est associée aux fêtes patriotiques locales (au printemps) ainsi qu'à l'été et à Noël.
En 2011, un nutritionniste chilien a calculé la quantité de calories fournie par différentes boissons alcoolisées traditionnelles chiliennes et a déterminé que le Borgoña - 250 k/cal par verre - est le cinquième plus calorique, étant dépassé par le Pihuelo (préparé avec de la farine grillée et du brandy), le pajarete, la chupilca et le colemono.

## Peuple Mapuche

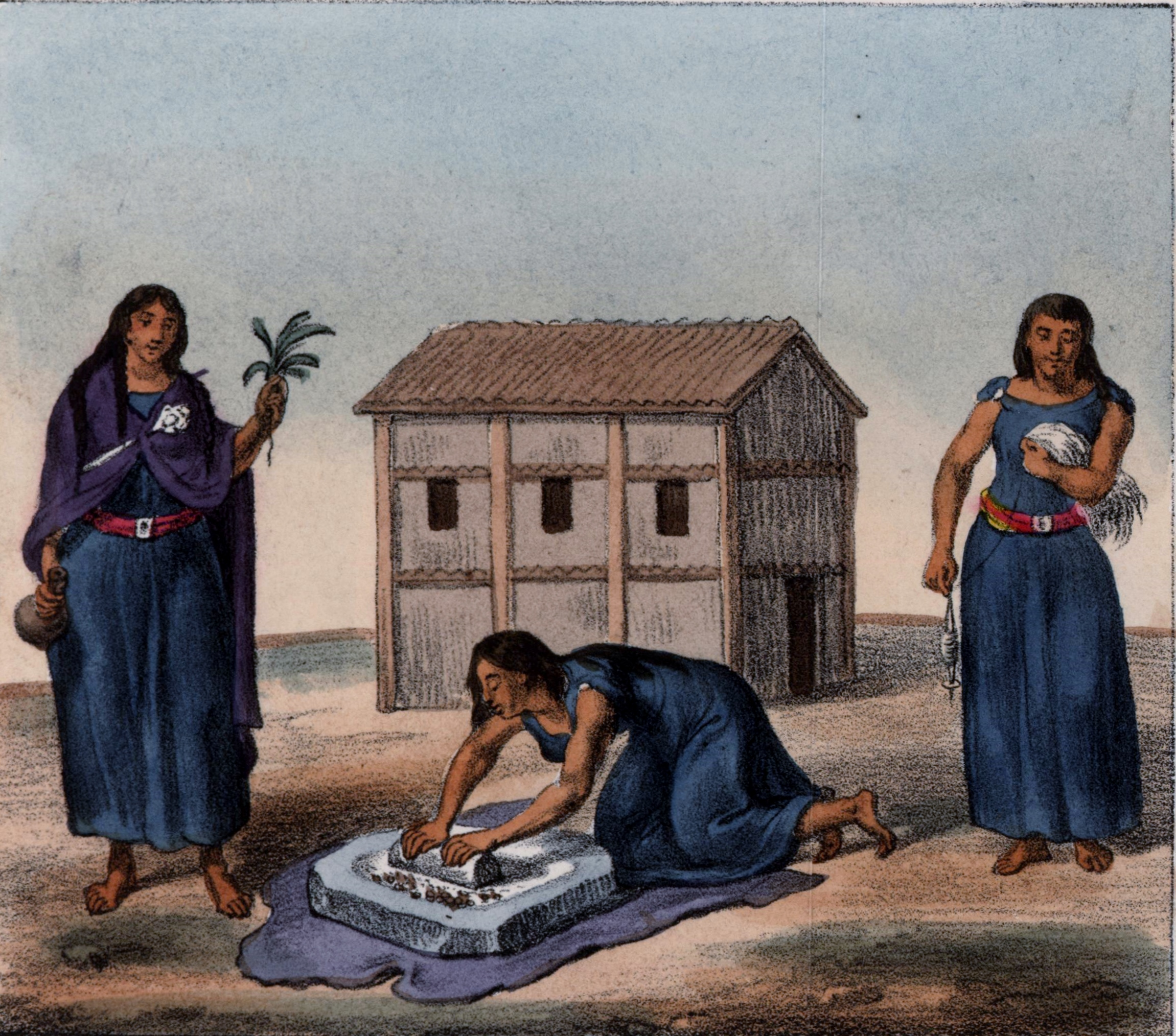
Femmes Mapuche par Peter Schmidtmeyer.

L'utilisation de Fragaria chiloensis, ou fraises du Chili, pour préparer des boissons fermentées trouve son origine chez les Mapuches, comme en témoignent les documents laissés par les premiers chroniqueurs tels que Jerónimo de Vivar, qui a accompagné Pedro de Valdivia dans la conquête du Chili : « De la fraise que j'ai dite dans la ville de Santiago, il y en a une très grande quantité éparpillée sur le sol, dont les Indiens font une concoction à boire. Il est savoureux et a le goût des figues. »
Au XVIIe siècle, il est à nouveau fait référence à la relation entre Fragaria chilensis et les boissons alcoolisées chez les Mapuches, comme l'indique le prêtre espagnol Diego de Ocaña : « Beaucoup de fraises poussent dans ces champs, qui sont comme des fraisiers, un peu plus longtemps dans les prés, dans de petits buissons et à la racine du sol. Ils ont d'autres champs de cette fraise qu'ils cultivent, dont ils font beaucoup de sultana et de chicha à boire, avec laquelle ils se nourrissent. »
L'une des citations les plus intéressantes provient du capitaine espagnol Francisco Núñez de Pineda y Bascuñán dans son ouvrage Cautiverio Feliz :  « Après avoir mis un pichet de chicha devant moi, ils m'ont apporté un plat à base de fraises fraîches de bonne taille, et sans exagération il y en avait qui en deux bouchées nous ne pouvions pas les finir, parce que de la même manière que chez nous les vignes profitent, de la même manière et avec encore plus de soin ils travaillent leurs vergers, dont ils font une grande quantité de sultanines pour leurs boissons. »
Au milieu du XVIIIe siècle, le Chilien Vicente Carvallo y Goyeneche, dans son ouvrage Descripción histórico jeografica del Reino de Chile, publié seulement en 1876, décrit brièvement l'utilisation du Fragaria chiloensis et sa transformation et préparation en boisson fermentée par les Mapuches. « La fraise chilienne, que les indigènes appellent quellghen, et les Espagnols frutilla, est abondante dans tous les champs du Chili, et dépasse celle de l'Espagne en taille et en qualité ; il y en a des blanches, des jaunes et des rouges, et toutes sont très sucrées et ont une odeur très vive. Les Indiens en font sécher un grand nombre et, en hiver ou au printemps, ils les font infuser dans l'eau jusqu'à ce qu'ils fermentent, ce qui donne un cidre parfumé bon à boire. »
Pour sa part, l'incorporation de fraises dans les boissons alcoolisées a continué d'être une tradition chez les Mapuches au cours du XXe siècle, comme l'indiquent les récits de Pascual Coña, qui mentionne que la production de la chicha aux pommes produite par les Mapuches pouvait inclure, entre autres, des fruits de maqui, de huingán ou de fraise.
L'utilisation des fraises dans les boissons alcoolisées, et notamment dans le vin, est probablement née dans les régions frontalières, où des vignobles étaient déjà plantés au XVIIe siècle. Mais la Compagnie de Jésus a joué un rôle important dans l'expansion des vignobles dans la région.

## Usage du motBorgoña

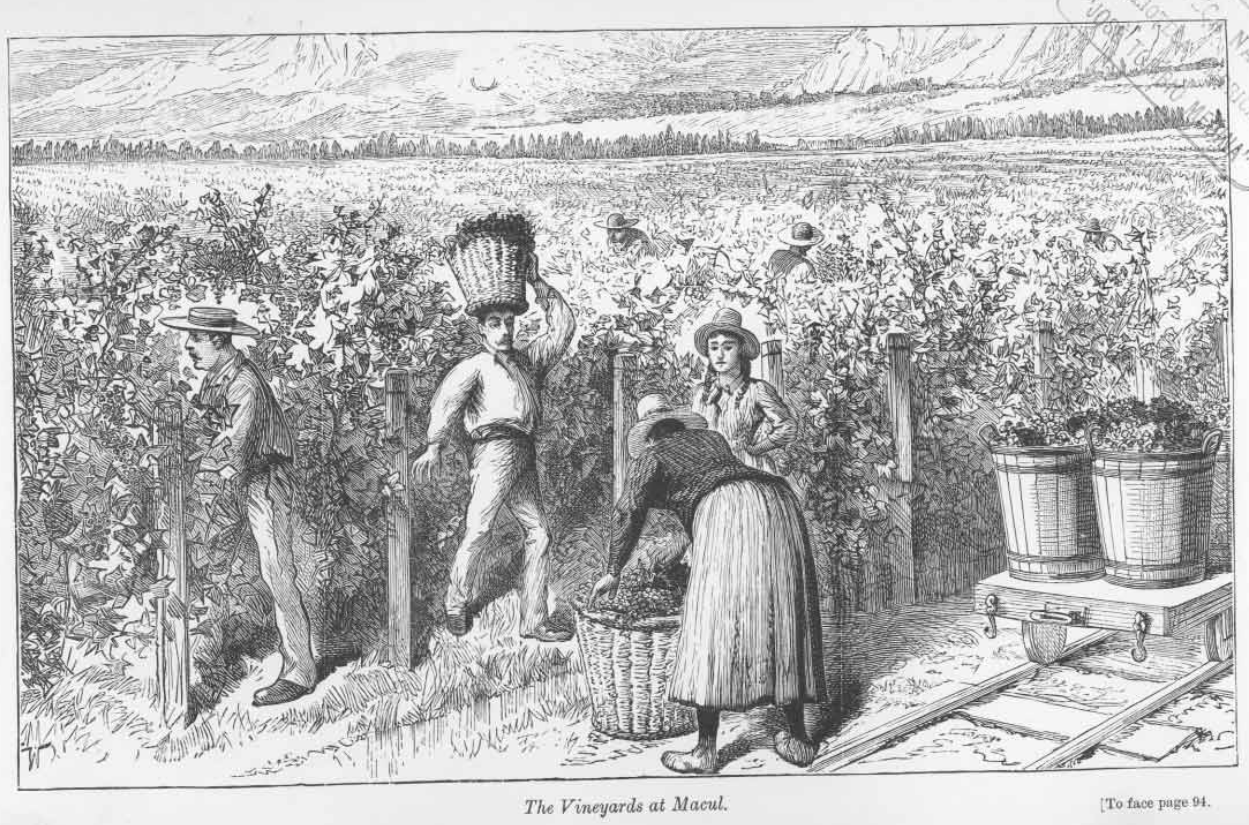
Vignoble Cousiño à Macul, 1890.

Au milieu du XIXe siècle, ce sont les technocrates européens eux-mêmes qui ont établi comme tendance la survalorisation des cépages français et aussi celle des vins d'imitation qui imitent les vins français tels que le « type Bordeaux », le « type Bourgogne », le « Champagne », entre autres. En outre, cette tendance s'est accompagnée de l'installation d'un mépris pour les cépages criollo cultivés à l'époque, tels que le raisin de pays, le Muscat d'Alexandrie, le Muscat jaune (Torrontés), le Muscat d'Autriche. Très vite, le mot Bourgogne a commencé à être largement utilisé par les vignerons, les agriculteurs et les propriétaires de vignobles.
Le naturaliste français Claude Gay, en 1841, lors d'une visite au vignoble Mariscal de Manuel Antonio Tocornal, avait déjà signalé l'existence de plusieurs variétés de plantes d'origine française, qui s'élevaient à plus de cent mille plantes : « Le cavernet sauvignon rouge et blanc de Bordeaux, le malbec noir, le pinot rouge et blanc de Bourgogne et le pinot rose-blanc, une variété... dont le vin est excellent, le gamet, le chasselas de Fontainebleau pour la table et le chasselas rouge qui est le mieux conservé. »
Dans le même temps, Claude Gay rapporte que dans la ville de Valparaíso l'existence de ces imitations de vins étrangers par certains marchands qui ajoutaient d'autres produits pour ressembler au goût des originaux.

« Dans la même ville de Valparaíso, il y a des gens qui imitent les vins étrangers au moyen de mélanges de diverses espèces du pays et avec l'ajout d'alcool, de sucre et d'autres substances comme des noix, des coquilles d'amande, du muguet de Florence, etc. De cette manière, ils produisent des vins de Porto, de Malaga, de bois, etc. qui se vendent facilement. Qui sont vendus avec une grande facilité. »

— Claudio Gay, 1841
Au milieu du XIXe siècle, les vins étaient annoncés indistinctement en fonction de la variété ou du type de raisin. Tels que Bordeaux, Bourgogne, Sauternes, Rhin, sherry et champagne. Au début, le consommateur était averti qu'il s'agissait d'un vin de « type Bordeaux », de « type xérès » ou de « type Bourgogne », mais finalement, il était annoncé directement comme « Bordeaux », « xérès » ou « Bourgogne ». À cette époque, le terme Bourgogne est devenu populaire pour désigner les types ou variétés de vins francisés.
Pour l'année 1857, les statistiques commerciales de cette année rendent compte de la production de vins blancs et rouges. Les premiers comprennent le Champagne, le sherry, le vin muscat, le Pajarete, le Fontiñan, le vin de Bourgogne, le Sauternes, le Barsac et d'autres, tandis que les vins rouges comprennent le Port, le Malaga, le Bordeaux-Carlon, le Saint-Julien, le Priorat, le Medoc, le Saint-Vincent et d'autres.
En 1890, l'incorporation de cépages français, dont le pinot de Bourgogne, et les techniques de culture et de production tendent à imiter celles existant en France.

« Les cépages sont tous d'origine française. Les principaux sont le cabernet sauvignon, d'importance dans les vignobles historiques du Médoc, le pinot de Bourgogne, le merlan, le malbec, le verdau et le sémillon blanc. Les vignes sont cultivées sur des treillis, selon la méthode privilégiée aujourd'hui dans certains départements français plus avancés, avec le support de trois fils de fer tendus entre des poteaux en fer, ce qui élimine le besoin de piquets. Les nids d'abeilles sont espacés d'environ 1,37 m et le même espacement est laissé entre toutes les plantes. Le système de culture est, en général, celui qui est actuellement utilisé dans la région de Bordeaux. Cependant, en raison des particularités du climat chilien, il a été nécessaire d'installer une irrigation artificielle. Des fossés sont creusés le long des melgas, reliés à des tranques, d'où l'on fait sortir l'eau à certains moments, notamment lorsque les raisins commencent à se former. Les vignes produisent la troisième année et deux pousses sont laissées de chaque côté du tronc. »

— William H. Russell, 1890
En 1897, la deuxième édition du « Traité de viticulture et de vinification » (Tratado de Viticultura y Vinificación) a été publiée, dans laquelle les proportions pour les coupages ont été établies, donnant des détails sur le Bourgogne rouge de première, deuxième et troisième classe et le Bourgogne blanc de première et deuxième classe. Ainsi, le concept de vin de Bourgogne était déjà incorporé dans la documentation technique, statistique et commerciale au Chili depuis le milieu du XIXe siècle.

« Il tire son origine de Talca et de ses bonnes vignes de raisin blanc, qui ont été utilisées pour produire un vin jeune et doux avec l'ajout de fraises parfumées apportées de l'autre côté de la rivière Claro. »

— TrekkingChile